# Nicolaas Struyck
Nicolaas Struyck (* 21. Mai 1686 in Amsterdam; † 15. Mai 1769 ebenda) war ein niederländischer Mathematiker, Astronom, Geograph und Pionier der Statistik in den Niederlanden.

## Leben und Werk
Struyck war der Sohn eines Goldschmieds in Amsterdam, Mitglied der Lutherischen Gemeinde. Sein frühester Jugend war er ein begeisterter Insektensammler. Über seine Erziehung ist nichts bekannt, doch hatte er gute Kenntnisse in Mathematik, Geographie und Sprachen. Seine erste Publikation war eine Einführung in die Geographie, die er nach zwanzig Jahren Studium 1739 veröffentlichte. Er hatte die Principia von Isaac Newton studiert und war stark von Edmond Halley beeinflusst. Wie Halley befasste er sich mit vielen Gebieten und wurde durch ihn sowohl zum Studium von Kometen (er erweiterte Halleys Liste von 24 um 18) als auch von Sterblichkeitstafeln (Versicherungsmathematik) angeregt (als Erster erkannte er unterschiedliche statistische Lebenserwartungen von Frauen und Männern). Wie Halley studierte er historische Finsternisse und widersprach Halleys Schlussfolgerung, aus diesen auf eine Veränderlichkeit der Umlaufperiode des Mondes in der Vergangenheit schließen zu können. Sein Buch über Kometen mit einer kritischen Untersuchung der Sichtungen in der Vergangenheit erschien 1740, seine Liste von Bahndaten als Erweiterung der Liste von Halley 1749 (Viae cometarum) und die Präsentation des empirischen Materials 1753. Da in den historischen Quellen selten genaue astronomische Beobachtungsdaten zu finden waren, benutzte er die Periodizität der Erscheinung der Kometen zur Identifizierung (aus heutiger Sicht keine erfolgversprechende Methode, aber er nahm an, dass es nur relativ wenige Kometen gab). Er benutzte auch umständliche mathematische Methoden zur Berechnung der Bahnelemente, trotz der Fortschritte, die seit Newton insbesondere von Leonhard Euler auf diesem Gebiet zu seiner Zeit gemacht wurden.
1716 erschien (anonym) seine Abhandlung über Wahrscheinlichkeitstheorie, wo er von Jakob I Bernoulli und Abraham de Moivre angeregt war, deren Werke 1713 (Ars Conjectandi) bzw. 1711 (lateinische Version des Buchs von de Moivre) erschienen, und gab Lösungen von Problemen über Glücksspiele, die Christian Huygens 1657 stellte.
Nach dem Mathematikhistoriker Dirk Struik (der nicht mit ihm verwandt ist) war er der bedeutendste Mathematiker seiner Zeit in den Niederlanden, die in Bezug auf die Mathematik im Vergleich zum 17. Jahrhundert einen Niedergang erlebten.
Er korrespondierte mit Wissenschaftlern wie Euler, Halley, Pierre Bouguer, Nicolas-Louis de Lacaille (dessen astronomische Expedition zum Kap der Guten Hoffnung er unterstützte), Cassini, Willem Jacob ’s Gravesande, Alexandre Guy Pingré, Charles Messier, Johann Samuel König und Joseph-Nicolas Delisle. Er war mit den Astronomen Dirk Klinkenberg und Cornelis Douwes befreundet, die ihm auch einige Kometen-Berechnungen für sein Buch lieferten. Da er zu Lebzeiten nur in Niederländisch publizierte, war sein Einfluss außerhalb der Niederlande begrenzt.
1749 wurde er Fellow der Royal Society, er war Korrespondent der Academie des Sciences in Paris und seit ihrer Gründung Mitglied der Hollandsche Maatschappij der Wetenschappen in Haarlem.
Er war wohlhabend und hinterließ bei seinem Tod vier Häuser im Wert von 21.000 Florin.

## Schriften
- Uytreekening der kanssen in het speelen, door de Arithmetica en Algebra, beneevens een verhandeling van Looterijen en Interest, 1716
- Inleiding to the algemeene geografie, 1739
- Vervolg van de beschrijving der staartsterren en nadere ontdekkingen omtrent den staat van´t menselyk geslagt, 1753 (Kometen)
- J. A. Vollgraff Les Oeuvres de Nicolaas Struyck, Amsterdam 1912, Archive (Französische Übersetzung seiner Schriften, mit Biografie von S. R. J. van Schevichaven)